# Kurpie
Kurpie (kurpjɛ) (deutsche historische Landschaftsbezeichnung: Kurpengau) ist die Bezeichnung sowohl für eine ethnische Region als auch deren Bevölkerung (auch Kurpien) in Polen. Die Kurpie ist für ihre ausgeprägten Traditionen bekannt: Trachten, Volkstänze, Feste und eine typische Architektur.

## Geografie
Die Kurpie liegt in der Nordpolnischen Tiefebene (als östliche Fortsetzung des Norddeutschen Tieflandes) und erstreckt sich in den heutigen Woiwodschaften Masowien, Podlachien und in kleinerem Umfang Ermland-Masuren. Das Gebiet der Kurpie lässt sich geografisch nicht genau abgrenzen. Die östliche Begrenzung wird aber im Allgemeinen mit dem Flusslauf des Pisa, die Westgrenze in etwa mit dem der Orzyc (Orschütz), beides rechte Nebenflüsse des Narew, beschrieben. Einst war diese Region nahezu vollständig bewaldet. Die sogenannte Grüne Wildnis (Puszcza Zielona) und die Weiße Wildnis (Puszcza Biała), vielfach unter der Bezeichnung Kurpie Wald (Puszcza Kurpiowska) zusammengefasst, sind dicht beieinander liegende Waldgebiete in der Region dieser ehemaligen, meist sumpfigen Urwälder.
Die einzige größere Stadt in diesem Gebiet ist Ostrołęka. Hier und in weiteren Ortschaften, darunter Myszyniec, Czarnia, Dylewo, Jednorożec, Kadzidło, Lipniki, Łyse und Zbójna sind Traditionen der Kurpie noch lebendig.

## Der Name Kurpie

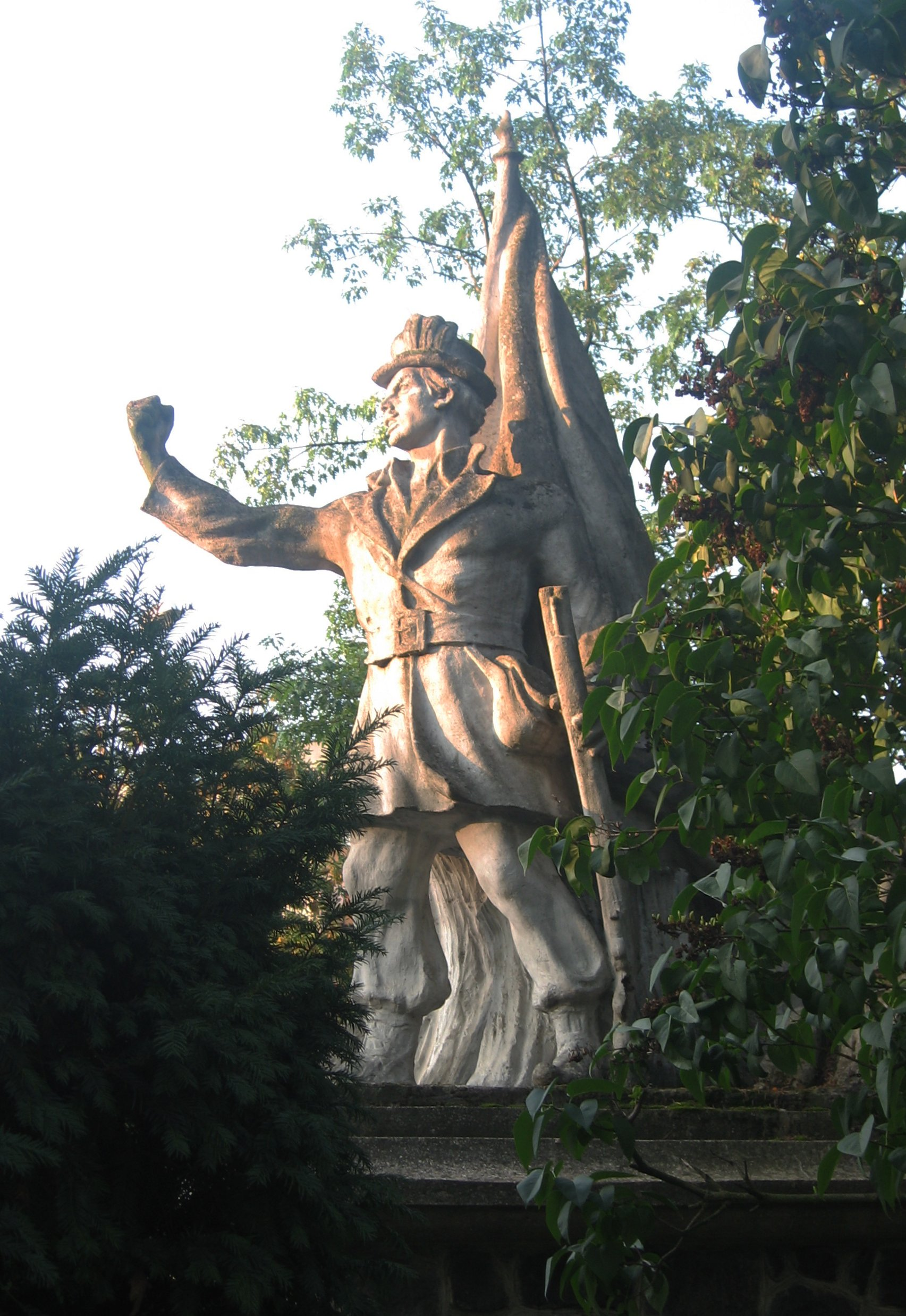
Stach Konwa – Denkmal in Łomża

Die Bewohner dieser Region wurden ursprünglich als „Menschen aus der Wildnis“ (Puszczaki) bezeichnet. Die Puszczaki fertigten Schuhe aus Bast. Diese als kurpś bezeichneten Schuhe wurden zum Namensgeber für die gesamte Bevölkerung und die Region.
Einige Ortschaften in Polen tragen noch immer die Bezeichnung Kurpie in ihrem Namen: Kurpie Dworskie und Kurpie Szlacheckie.

## Besiedlung und wirtschaftliche Grundlagen
Die ersten Siedler trafen auf dicht bewaldetes Gebiet mit sandigem oder morastigem Untergrund. Die Bewohner lebten von Fischfang, sammelten Pilze, Früchte und Nüsse und nutzten die natürlichen Ressourcen der Wälder. Die Männer stellten allerlei Produkte aus Holz her, die Frauen entwickelten großes Geschick im Weben von Leinentüchern und Kleidungsstücken. Imkerei sowie die Produktion von Pech und Eisen lieferten die wichtigsten Handelsgüter der Menschen, die sich hier niederließen.
Die Wälder der Kurpie waren bis zur Mitte des 19. Jahrhunderts praktisch unberührt. Danach wurden größere Waldgebiete zur Gewinnung von Ackerland gerodet. Allerdings stellte sich der Boden als sehr karg heraus, so dass der Landbau ein Schattendasein führte. Zu dieser Zeit entwickelte sich die Viehzucht zu einem Erwerbszweig.
Schon früh begannen die Kurpie damit, den in der Region vorkommenden Bernstein zu dekorativen Zwecken zu bearbeiten. Spätestens im 17. Jahrhundert wurde Bernstein in der Region systematisch gefördert und als Tauschmittel eingesetzt. Die seit ca. 1850 auch im Duckelbergbau betriebene Bernsteinförderung erreichte ihren Höhepunkt Anfang des 19. Jahrhunderts, endete allerdings kurze Zeit später, da die Minen nicht mehr ergiebig genug waren. Aus dieser Zeit stammen einige der größten Bernsteinstücke, die in Polen gefunden wurden. Im Bezirksmuseum Łomża wird die spezielle Technik der damaligen Bernsteingewinnung aus den Sandern des Weichselglazials präsentiert.

## Ausgewählte historische Daten
Die Region Kurpie ist seit dem 10. Jahrhundert ein Teil Polens.
- 14. Jahrhundert – Kolonisierung auf Weisung von Janusz I. von Warschau; in diese Zeit fallen auch die ersten Ansiedlungen in den ausgedehnten Waldgebieten (Kurpie Wald).
- 1563 – Pest und Feuersbrunst.
- 1656 – Die Kurpie setzten sich erfolglos gegen die schwedische Armee zur Wehr.
- 1673 – Die Ortschaft Lipniki wurde gegründet. Die Gesamtbevölkerung der Kurpie belief sich auf etwa 1.000 Einwohner.
- 1683 – Die Ortschaften Kadzidło, Wach, Zawady und Obierwia werden urkundlich erwähnt.
- um 1700 – Während des Großen Nordischen Krieges marschierten schwedische, russische und sächsische Heere durch die Kurpie.
- 1708 – In der Nähe von Kopański Most Schlacht gegen die Armee von König Karl XII. von Schweden, der hier in Bedrängnis geriet.
- 1735 – Die Kurpie unterstützen König Stanislaus I. Leszczyński und bekämpften russische und sächsische Truppen in der Zeit der sogenannten Dzikowska Konföderation, eines während des Polnischen Thronfolgekrieges geschlossenen militärischen Bündnisses. In der Schlacht von Jednaczewo wurde Stach Konwa getötet, ein Volksheld der Kurpie.
- 1794 – Im Kościuszko-Aufstand stellte General Antoni Madaliński eine Infanterieeinheit auf.
- 1795 – Das zu dieser Zeit von mehr als 50.000 Menschen besiedelte Gebiet kam unter preußische Verwaltung.
- 1806 – Das aus Kurpie bestehende 6. Infanterieregiment des Herzogtums Warschau kämpfte gegen Österreich.
- 1807 – Schlacht zwischen Franzosen und Russen bei Ostrołęka.
- 1815 – Die Region Kurpie fällt an das Königreich Polen (Kongresspolen) zurück.
- 1831 – Die Kurpie beteiligt sich mit einer von Józef Zaliwski aufgestellten Partisanentruppe am Novemberaufstand in Polen.
- 1863 – Beteiligung am Januaraufstand.
- 1880–1910 – Weil das Land die wachsende Bevölkerung nicht mehr ernähren konnte, wanderten zahlreiche Bewohner der Kurpie nach Amerika aus.
- Zweiter Weltkrieg – Widerstand gegen den Nationalsozialismus.

## Traditionen der Kurpie

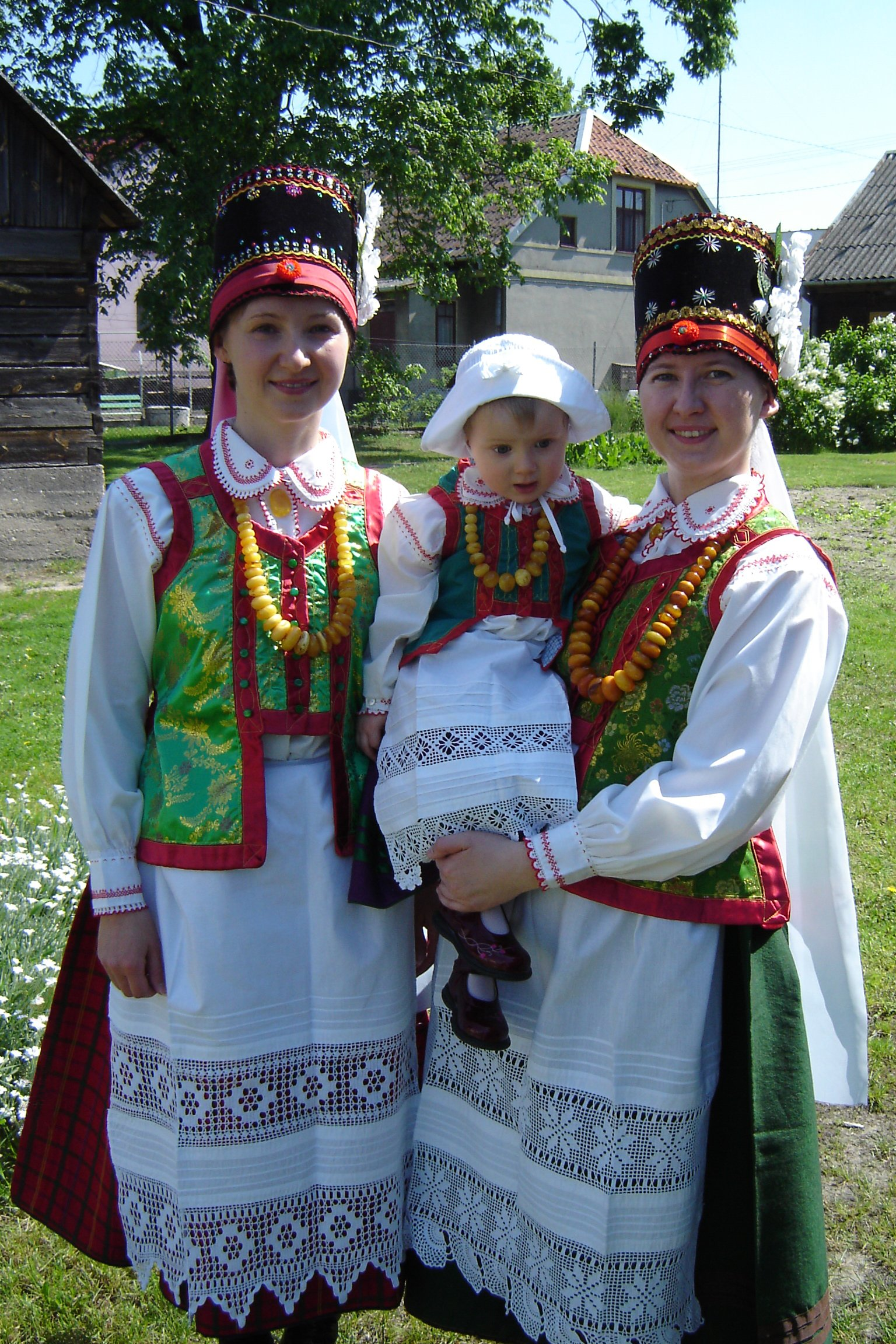
Tracht der Kurpie

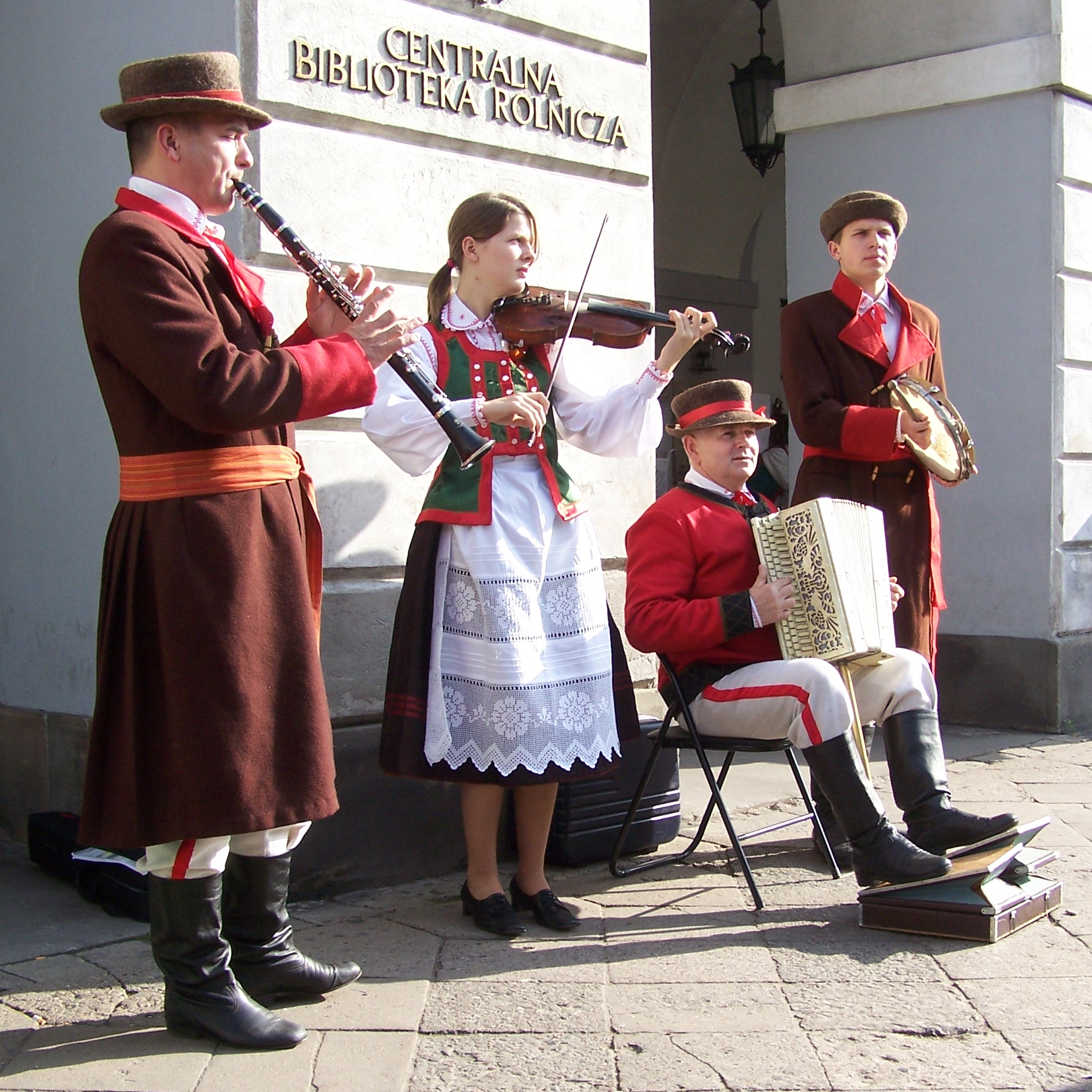
Folkloregruppe aus Kadzidło

Infolge ihrer Jahrhunderte währenden Isolation entwickelten die Kurpie, die weder Leibeigene waren noch Aristokraten in ihren Reihen hatten, sondern dem König direkt unterstellt waren, eine sehr eigenständige Kultur.
- Das Kurpie Haus

Am Dachfirst der mit Stroh gedeckten Holzhäuser der Kurpie ist stets ein Kreuz oder ein Wimpel montiert. Die Fußböden der spärlich möblierten Häuser waren aus Holz. Jedes Fenster bestand aus sechs einzeln verglasten Sektionen. Die Fensterläden wurden bemalt, ebenso die Türen. Im Jahre 1927 gründete Adam Chetnik in Nowogród ein Freilichtmuseum, in dem Kurpie Häuser und traditionelle Gebrauchsgegenstände aus der Kurpie besichtigt werden können.
- Trachten

Wenngleich die Trachten der Kurpie sich ähneln, unterscheiden die des Nordens sich von denen des Südens doch in einigen Details. So trugen die Frauen im Norden rote Röcke zu weißen Leinenblusen mit Bordüren, darüber eine grüne Weste. Stets gehörte Bernsteinschmuck zur Tracht. Im Süden hingegen trugen die Frauen grüne Röcke und ihre Trachten waren mit aufwändigen Stickereien und Nadelarbeiten besetzt. Die Männer im Norden der Region trugen lange braune Jacken, die mit den Westen verknöpft wurden sowie rote Schärpen, dazu weiße Leinenhemden und weiße Hosen, die an den typischen Schuhen der Kurpie befestigt wurden. Auch bei den Männern gibt es zwischen den Trachten im Norden und denen des Südens einen markanten Unterschied: Im Norden trug der Mann als Kopfbedeckung einen dunkelbraunen Zylinder, im Süden hingegen eine kleine schwarze Mütze.
Die Trachten variierten etwas. So trugen Männer sowohl weiße als auch graue Hosen, die Frauen variierten die Farbe ihrer Blusen, die rot oder weiß waren.
- Volkstanz

Die Kurpie hat, wie andere Regionen in Polen auch, ihre speziellen Tänze. Einer dieser Tänze wird als „Pferd“ (Konik) bezeichnet, weil die Männer dabei Pferd und Reiter nachahmen.
- Der Palmsonntag in der Kurpie

Um die Osterzeit fertigen die Kurpie aus kleinen Bäumen hohe „Palmen“ an, die sie mit Blumen und anderen Ziergegenständen dekorierten. Dieser Brauch sollte das Haus vor bösen Geistern bewahren.
- Ostern

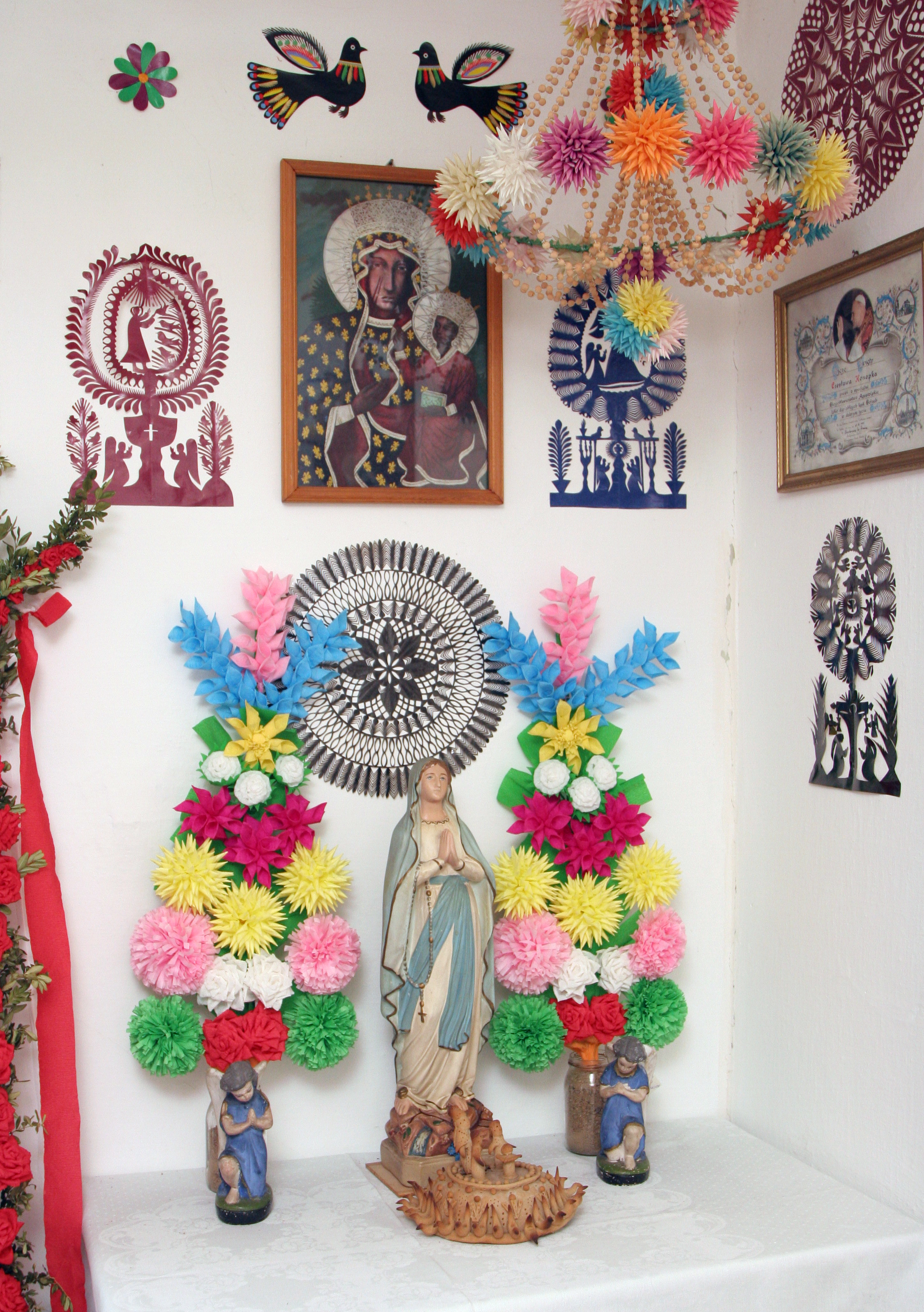
Scherenschnitte (Wycinanki) und andere dekorative Gegenstände.

Die Frauen waren bekannt für wunderbar dekorierte Ostereier und für ihre Gebäck in Gestalt eines Osterlamms.
- Scherenschnitte

Auch für die Scherenschnitte (Wycinanki) waren die Frauen der Kurpie schon immer berühmt. Die Arbeiten stellten Tiere, geometrische Figuren, Blumen und vieles andere dar.
- Śmigus-dyngus

Śmigus-dyngus (auch Lany poniedziałek) ist ein Osterbrauch, bei dem sich die Leute gegenseitig mit Wasser bespritzen. Damit zeigt man der mit Wasser bespritzten Person, dass man Sympathien für sie hegt.
- Prozessionen

Noch heute finden religiöse Prozessionen statt, bei denen die Teilnehmer ihre traditionellen Trachten tragen. Der Geistliche segnet während der Prozession das Land.
- Fest der Honigernte

Dieses Fest, das an die uralte Tradition der Imkerei – schon die ersten Siedler beschäftigten sich mit der Zucht von Waldbienen – anknüpft, findet am letzten Augustsonntag in Myszyniec-Zawodzie statt.
- Erntedankfest

Im August legen die Menschen Getreide und Blumen in der Kirche nieder, damit es gesegnet wird.
- Winterfest

Am 6. Dezember findet noch heute eine Feier statt, die den glücklichen Verlauf des Jahres preist, in dem kein Vieh den Wölfen zum Opfer gefallen ist.
- Weihnachten

Eine Oblate, in die eine religiöse Begebenheit eingeprägt ist, wird unter den Familienmitglieder und dem Vieh aufgeteilt. Die Frauen legen Heu unter den Tisch und die Kinder ziehen Weihnachtslieder als Dank für erhaltene Süßigkeiten singend durch die Straßen.
- Das Neujahrsfest

Es werden Plätzchen gebacken, die entweder die Gestalt von Tieren haben oder einen Kreis bilden, aus dem ein Vogel herauslugt. Diese Plätzchen wurden nebeneinander an der Zimmerdecke aufgehängt.
- Kadzidlańskie Hochzeit

Die traditionelle Kadzidlańskie Hochzeit der Kurpie ist in ganz Polen bekannt. Zu diesem Fest gehören Tänze, Lieder, feierliche Gesänge und uralte Hochzeitszeremonien.
- Musik

Die Musik der Kurpie unterscheidet sich von der benachbarter Ethnien und Gebiete recht deutlich. Der polnische Priester Władyslaw Skierkowski hat mehr als eintausend Lieder der Kurpie in seinem Buch Puszcza Kurpiowska w pieśni veröffentlicht. Der erste Satz der Symphonie Nr. 3 (Symphonie trauriger Lieder) von Henryk Mikołaj Górecki ist von der Musik der Kurpie inspiriert.
- Bernsteinverarbeitung

Die Bernsteinbearbeitung gehört zu den traditionellen Handwerken der Kurpie. Dass der Rohstoff Bernstein in der Region selbst vorkommt und auch heute noch vereinzelt aus dem Erdreich gefördert wird, mag zur Entwicklung dieses Wirtschaftszweiges beigetragen haben. Besonders beliebt waren aus Bernstein gefertigte Hochzeitsketten und kronleuchterartige Deckengehänge (Kierec genannt). Mit Hobelwerkzeugen aus Stein und hölzernen Drillbohrern wurde dem Bernstein bis in die 1960er Jahre die gewünschte Form gegeben. Werkzeuge und Produkte dieses alten Handwerks sind unter anderem im Bezirksmuseum Łomża ausgestellt.

## Die Kurpie heute
Die Kurpie in unseren Tagen unterscheidet sich erheblich von der traditionellen Kurpie mit ihren Wäldern und der einst bescheidenen Landwirtschaft. Nach dem Zweiten Weltkrieg brachen auch für diese Region mit der Entwicklung des flächendeckenden Schul- und Ausbildungswesen, verbesserten Methoden der Landwirtschaft, Zuwanderung, Fortschritten im Handel und einer neuzeitlichen Infrastruktur moderne Zeiten an.

## Galerie

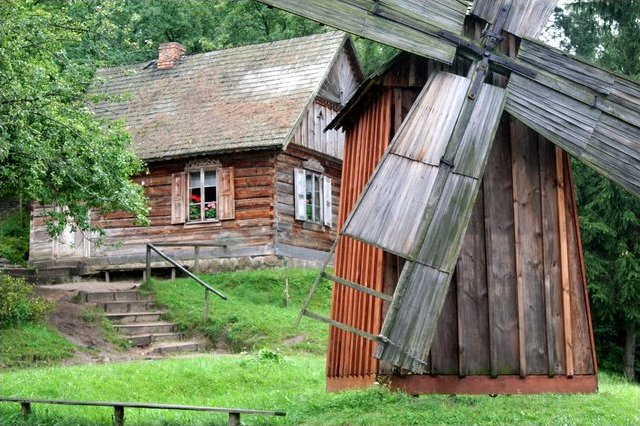
Windmühle und Wohnhaus in Nowogród
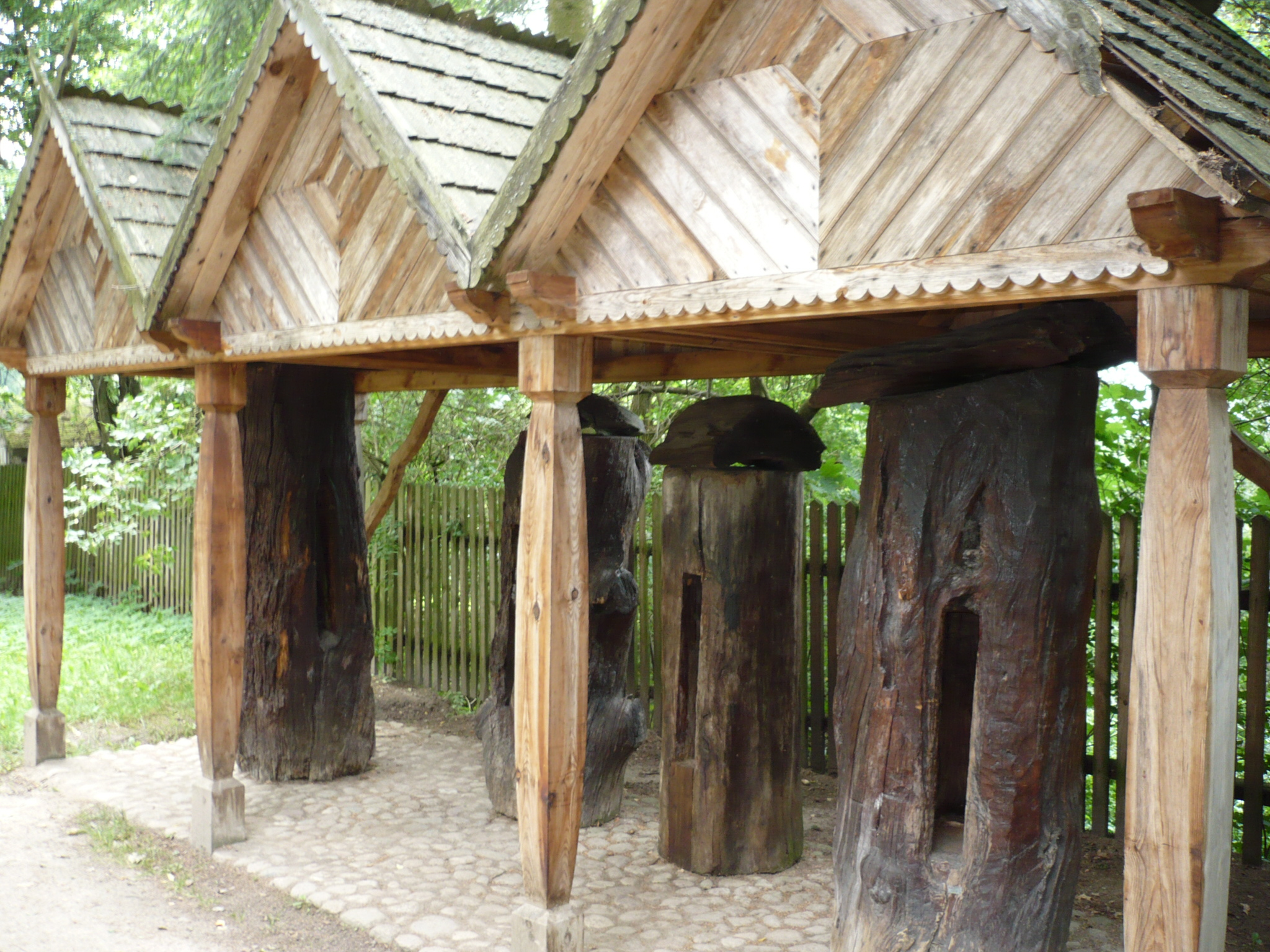
Bienenstock in Nowogród
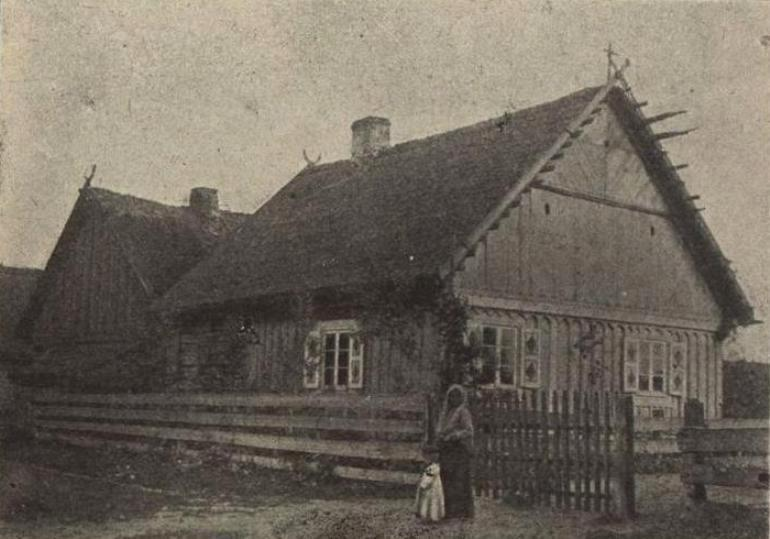
Kurpie Haus, 1913, fotografiert von Adam Chętnik
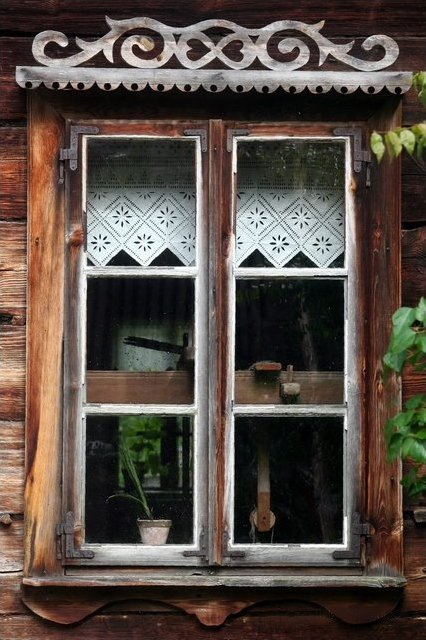
Sechsteiliges Fenster eines Kurpie Hauses